# Вторая Песнь о Гудрун
«Вторая Песнь о Гудрун» (исл. Guðrúnarkviða II) — одно из сказаний древнескандинавского «Королевского кодекса», входящее в состав «Старшей Эдды». Его причисляют к «песням о героях»: Гудрун здесь жалуется на свои несчастья конунгу Тьодреку.
«Вторую песнь» относят, как и «Первую», к героическим элегиям, но здесь этот жанр выдерживается менее последовательно: местами появляется действие. Исследователи обращают внимание на ряд бытовых сцен, а также на русские имена некоторых персонажей (Ярицлейв, Вальдар), иллюстрирующие русско-скандинавские связи XI века.